# Чернихівський Дмитро Іванович
Чернихівський Дмитро Іванович (псевдо «Зірко»; 6 листопада 1929, с. Плесківці, нині Зборівського району Тернопільської області — 7 вересня 2016) — український громадський діяч, історик, краєзнавець, літератор. Брат Гаврила Чернігівського. Член НСЖУ (1999). Медалі «50 років УГВР» (1992) і «60-річчя УПА» (2002), інші відзнаки.

## Життєпис
Закінчив Теребовлянський культурно-освітній технікум (1956, нині вище училище культури), історичний факультет Львівського університету (1971, нині національний університет). Член ОУН (1949), зв'язковий УПА.
Працював завідувачем клубом у Плесківцях, де створив хоровий, струнний оркестр, драматичний гурток, за сумісництвом — учитель історії Чернихівської школи (Зборівського району).
1985—1995 — секретар Чернихівської сільради. Диригент церковного хору.
Від 1991 — голова братства УПА Зборівщини, тоді ж створив осередки НРУ в Плесківцях і Чернихові.
Організував музико-вокальний гурт «Гомін над Серетом» (1992).

## Доробок
Автор книг, пісень на повстанську тематику, публікацій у пресі.

### Книги
- «Пісні боротьби і звитяг» (1998),
- «Чернихівська трагедія» (1999),
- драма «Марта» (2000),
- драма «Кривавий світанок» (2004),
- «Село Плесківці. Історико-краєзнавчий нарис» (2004),
- «Чернихівські гуморини» (2006),
- «А в неділю вранці збирались повстанці…» (2007)